# Litovel

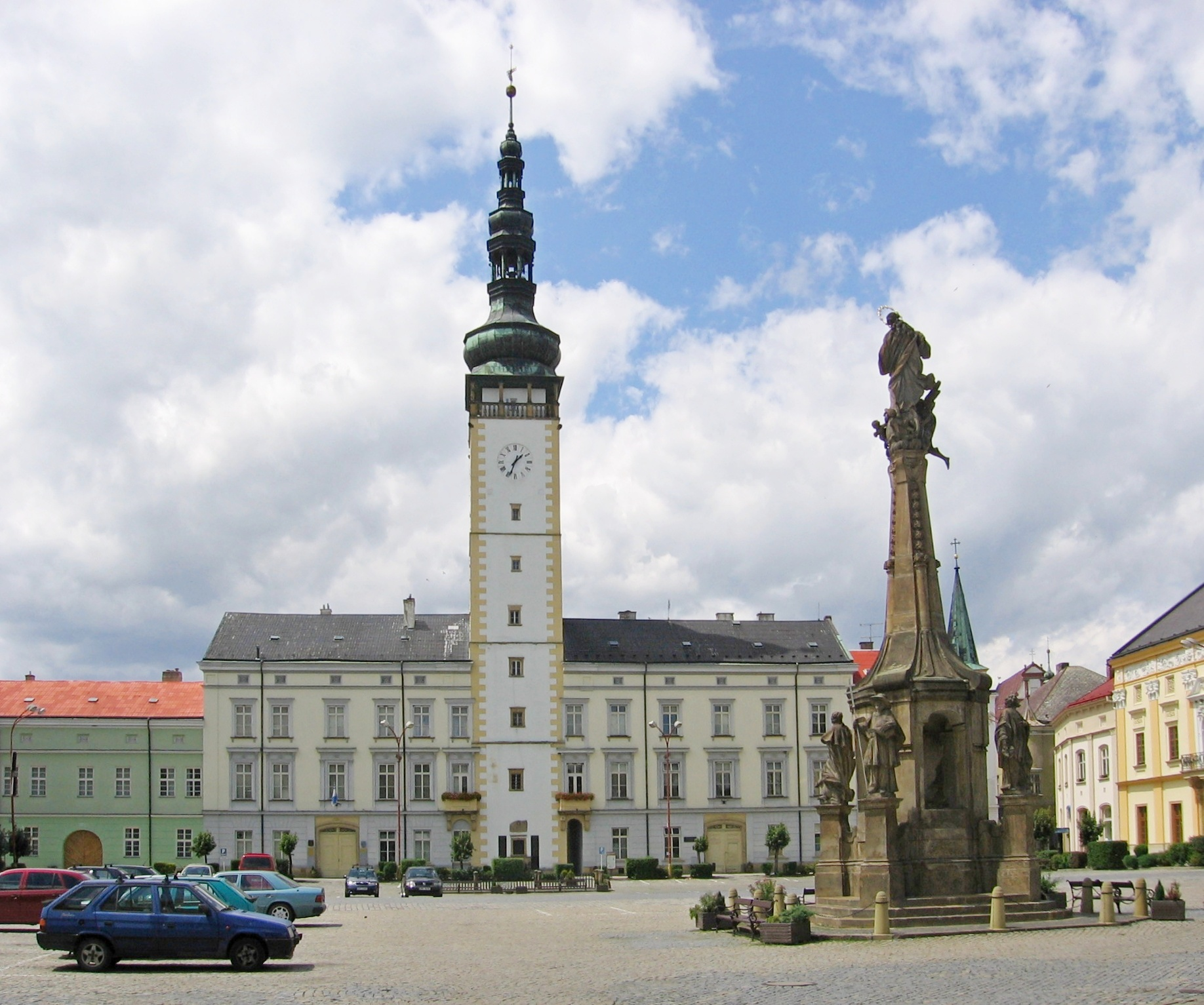
Rathaus in Litovel

Litovel (deutsch Littau) ist eine Stadt im Okres Olomouc in Tschechien.

## Geographie
Sie liegt an den Ausläufern des Drahaner Berglandes im Tal der March. Wegen der sechs Flussarme der March, die durch die Stadt fließen, wird sie im Volksmund auch als Hannakisches Venedig (Hanácké Benátky) bezeichnet. Ein Flussarm fließt sogar direkt unter dem Rathausturm.

## Geschichte

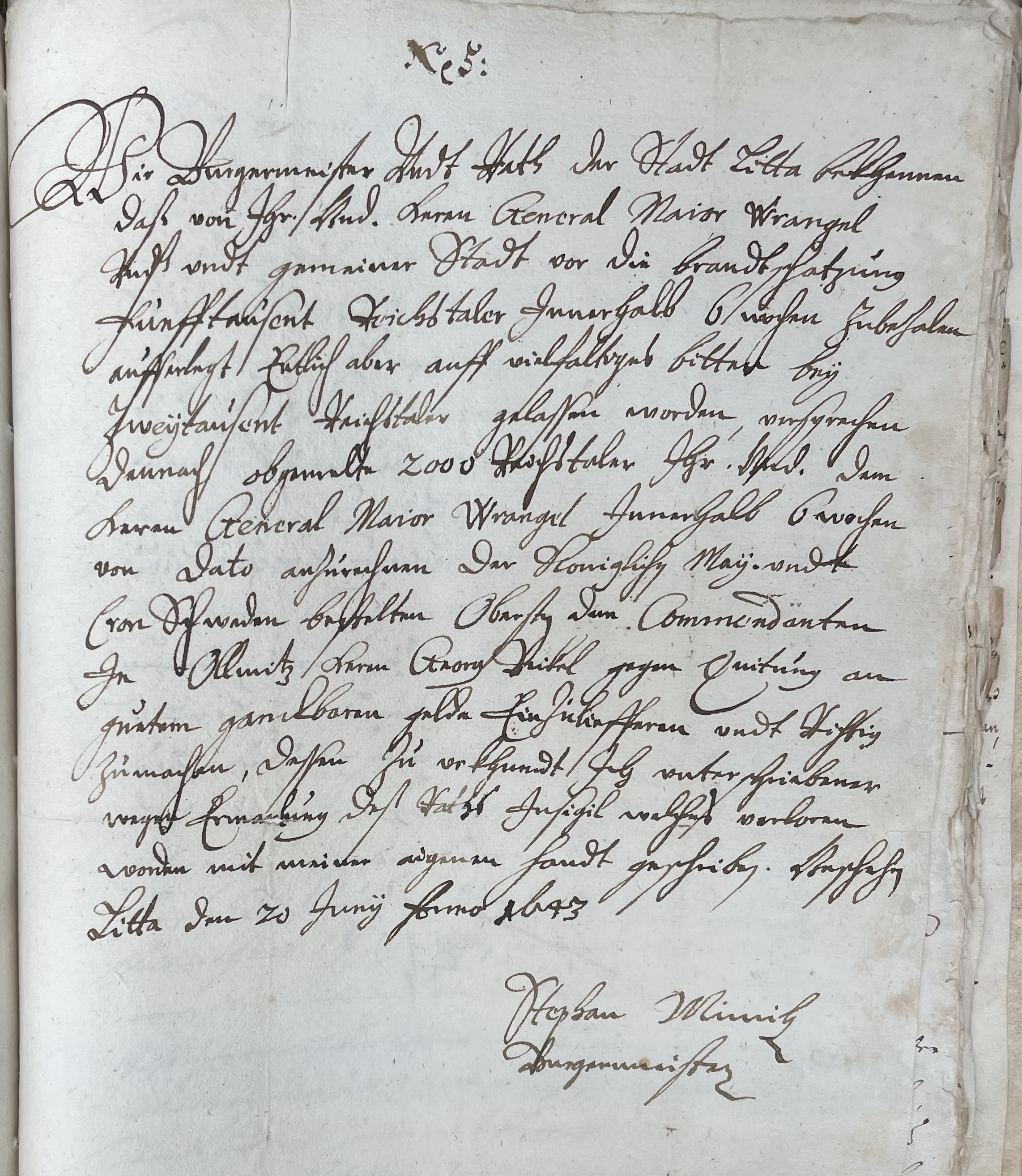
Brandschatzung der Stadt Littau 1643

Karte von Littau um 1760

An der Stelle der heutigen Altstadt von Litovel stand ursprünglich ein Fischerdorf. Die Flussarme der March gaben dem Ort dank der Insellage einen natürlichen Schutz. In der Mitte des 13. Jahrhunderts gründete Přemysl Otakar II. neben dem Dorf eine Königsstadt. 1291 erteilte Václav II. ihr einige Privilegien, Johann von Luxemburg genehmigte den Bau von Stadtmauern. Nach den Hussitenkriegen verlor die Stadt die königlichen Privilegien und kam unter die Herrschaft der Vlašim, denen zu Anfang des 16. Jahrhunderts die Boskowitz folgten. In dieser Zeit entstand unter anderem das Renaissance-Rathaus mit seinem 72 Meter hohen Turm. Anfang des 17. Jahrhunderts gelangten die Liechtensteiner durch Heirat an die Stadt, die in den Folgejahren allmählich ihre einstige Bedeutung verlor. Während des Dreißigjährigen Kriegs wurde die Stadt vom schwedischen Feldherr Carl Gustav von Wrangel im Juni 1643 brandgeschatzt. Die Quittung vom 2000 Reichstalern, unterschrieben vom damaligen Bürgermeister Stephan Winnich, sind jetzt im Bestand des schwedischen Staatsarchivs. Er unterzeichnete nur mit eigener Hand, denn der Siegel des Stadtrats war im Krieg „verloren worden“.
Kriegshandlungen, Feuerbrünste und die Pest besiegelten den Niedergang. Nach dem Wiederaufbau wurde Litovel 1850 Bezirksstadt mit etwa 2880 vornehmlich deutschen Bürgern. Um 1880 lebten in der Stadt 2.490 deutschsprachige und 1.539 tschechische Einwohner. Littau war so eine deutsche Sprachinsel mit tschechischem Umland. 1899 hatte sich das Verhältnis durch Zuwanderung umgekehrt, so dass die Tschechen die Gemeindewahlen gewannen. Zu Beginn des 20. Jahrhunderts wurde der Ort neben den weiterhin überwiegend deutschen Städten Olmütz und Uničov zu einem Gewerbe- und Bildungszentrum in der Region.
Die Stadt ist in Mähren berühmt durch ihre Brauerei Pivovar Litovel, die 1893 gegründet wurde.

## Sehenswürdigkeiten
- Rathausplatz mit dem 1557 erbauten Rathaus, der 1724 von Václav Render errichteten Pestsäule und historischen Bürgerhäusern
- Kirche des Hl. Marcus, erstmals 1342 erwähnt, mit Stilelementen der Gotik, der Renaissance und des Barock
- Steinbrücke über die March aus dem Jahr 1592
- Stadtmauern aus dem 14. Jahrhundert
- Die Stadt ist Mittelpunkt des Landschaftsschutzgebietes Litovelské Pomoraví.

## Gemeindegliederung
Die Stadt Litovel besteht aus den Ortsteilen Březové (Birken), Chudobín (Chudwein), Litovel (Littau), Myslechovice (Michlowitz), Nasobůrky (Aßmeritz), Nová Ves (Neudorf), Rozvadovice (Roswadowitz), Savín (Sawin), Tři Dvory (Dreihöfen), Unčovice (Huntschowitz) und Víska (Mühldörfel). Grundsiedlungseinheiten sind Březové, Dolní les, Hliník, Chořelice, Chudobín, Litovel-střed, Litovel-východ, Myslechovice, Nádraží, Nasobůrky, Nasobůrky-jih, Nasobůrky-sever, Nasobůrky-západ, Nová Ves, Novosady, Olomoucké Předměstí, Pod hřbitovem, Průmyslová zóna Litovel-Nasobůrky, Průmyslová zóna Litovel-Víska, Rozvadovice, Savín, Svatoplukova, Tři Dvory, U studánky, Unčovice, Uničovské Předměstí, V loučkách, Víska und Zahradní.
Das Gemeindegebiet gliedert sich die Katastralbezirke Chořelice, Chudobín, Litovel, Myslechovice, Nasobůrky, Nová Ves u Litovle, Rozvadovice, Savín, Tři Dvory u Litovle, Unčovice und Víska u Litovle.

## Städtepartnerschaften
- Littau, Schweiz
- Revúca, Slowakei
- Wieliczka, Polen (2005)

## Persönlichkeiten
- Quirin Mark (1753–1811), österreichischer Kupferstecher, Maler und Zeichner
- Gustav Tschermak Edler von Seysenegg (1836–1927), österreichischer Mineraloge
- Hans Temple (1857–1931), deutscher Genre- und Porträtmaler
- Heinrich Kulka (1900–1971), tschechischer Architekt
- Jan Čep (1902–1973), tschechischer Schriftsteller und Übersetzer
- Jakob Nedopil (1811–1894), mährisch-österreichischer Politiker
- Jan Opletal (1914–1939), besuchte von 1926 bis 1934 das heute nach ihm benannte Gymnasium in Litovel.
- Přemysl Krbec (1920–2021), Turner

## Belege
1. ↑  http://www.uir.cz/obec/503444/Litovel
2. ↑  Český statistický úřad – Die Einwohnerzahlen der tschechischen Gemeinden vom 1. Januar 2023 (PDF; 602 kB)
3. ↑  Datei:Brandschatzung.jpg – Wikipedia. 26. Oktober 2023, abgerufen am 26. Oktober 2023.
4. ↑  Moritz Gehre: Die deutschen Sprachinseln in Österreich. Verlag Hentze, 1886, S. 39.
5. ↑  http://www.uir.cz/casti-obce-obec/503444/Obec-Litovel
6. ↑  http://www.uir.cz/zsj-obec/503444/Obec-Litovel
7. ↑  http://www.uir.cz/katastralni-uzemi-obec/503444/Obec-Litovel